# Foresta di Arenberg

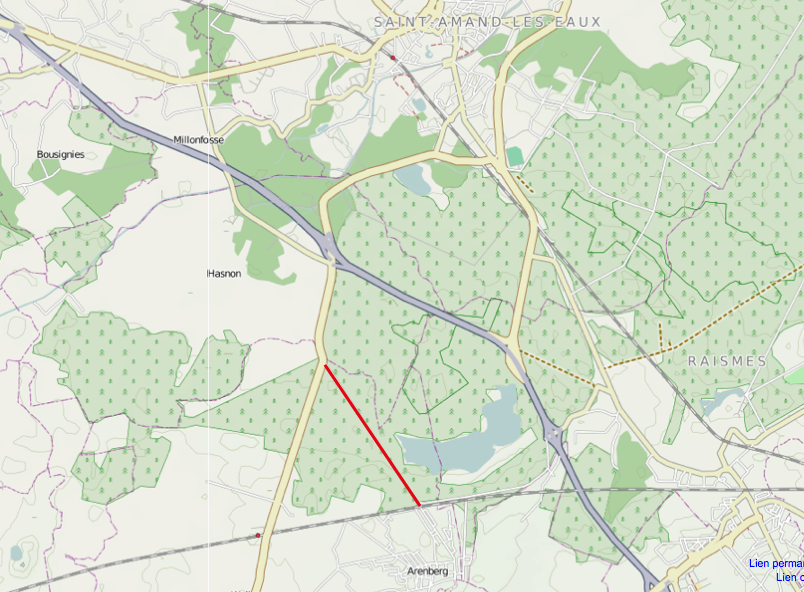
Posizione della foresta d'Arenberg in Francia

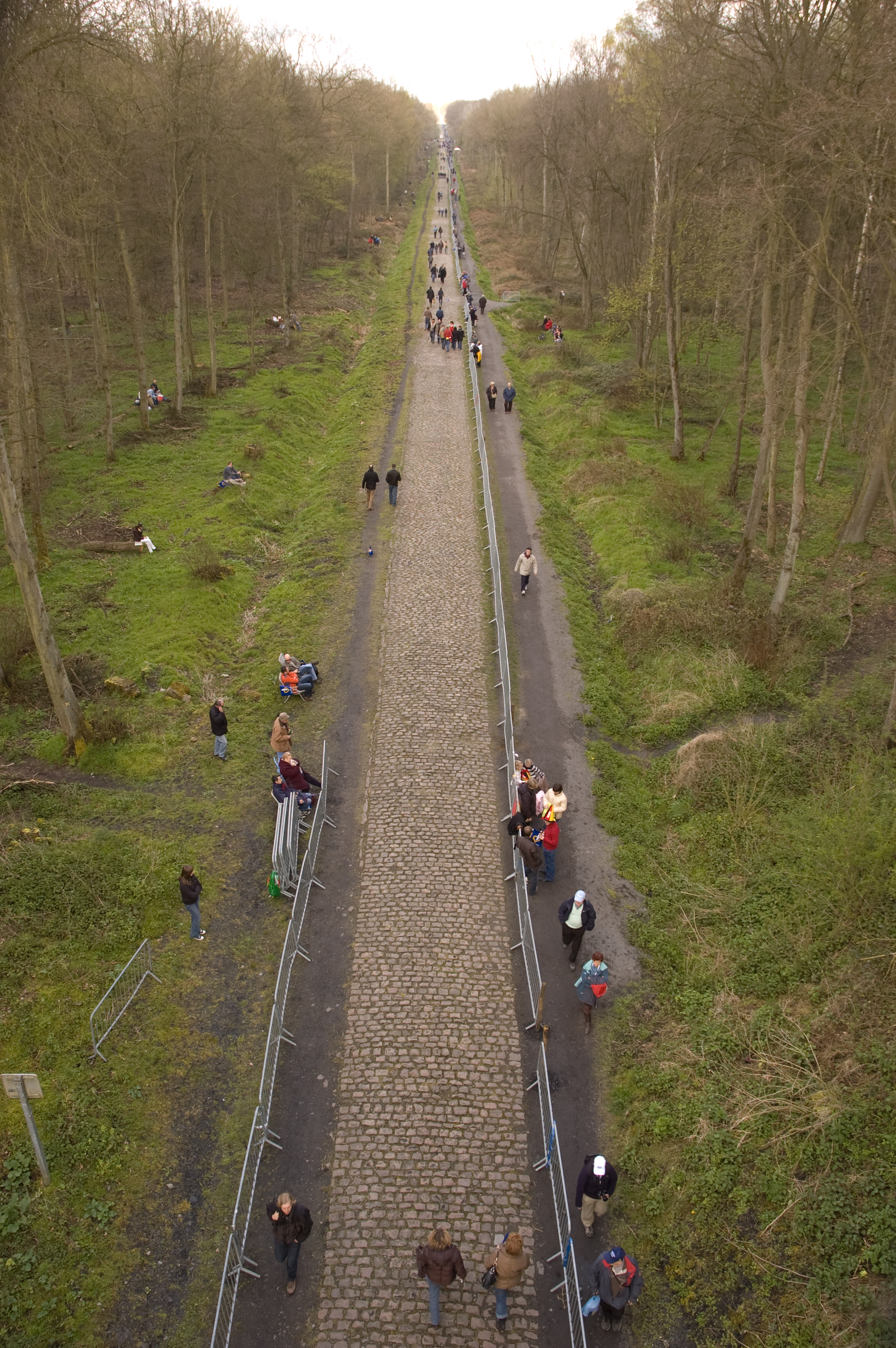
La foresta di Arenberg prima dello svolgimento della Parigi-Roubaix

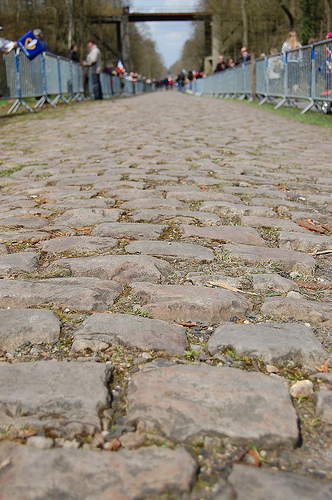
Primo piano del pavè della foresta di Arenberg

La foresta di Arenberg (in francese Trouée d'Arenberg o Tranchée de Wallers-Arenberg) è un tratto di strada selciata (il pavé), circondata dall'omonimo bosco, situata in Francia, nel comune di Wallers (dipartimento del Nord, regione del Nord-Passo di Calais), resa celebre per essere uno dei momenti più impegnativi della Parigi-Roubaix, classica monumento del ciclismo professionistico.

## Descrizione
La Parigi-Roubaix si caratterizza per i numerosi tratti di pavé classificati in base al numero di stelle: la foresta di Arenberg è uno dei settori più impegnativi, convenzionalmente descritto con "cinque stelle", la massima difficoltà, insieme al pavé di Mons-en-Pévèle e al Carrefour de l'Arbre. 
Il tratto di strada della foresta di Arenberg è stato introdotto nel percorso della Parigi-Roubaix nel 1968 per volere del direttore di corsa Jacques Goddet, e in breve tempo è diventato uno dei settori più famosi e difficili della corsa.  Lungo 2 400 metri, il settore è caratterizzato da un selciato in cattivo stato e, nella prima parte, da una leggera salita: l'attraversamento di tale settore causa perciò spesso una prima selezione tra i ciclisti, risultando peraltro luogo ove, soprattutto nelle edizioni contrassegnate dal maltempo, si verificano molte cadute. È per questo considerato un settore decisivo della corsa, nonostante sia ancora relativamente lontano dal traguardo finale (è a 95 chilometri dall'arrivo di Roubaix). Durante lo svolgimento della corsa è inoltre l'unico tratto dove vengono poste delle balaustre, dal momento che la strada è stretta e l'afflusso di pubblico è enorme.
Dal 1968 ha sempre fatto parte della classica denominata "inferno del nord" e solo nell'edizione del 2005 venne esclusa per il pessimo stato del suo fondo, ma già l'anno successivo venne di nuovo compresa nel tracciato a seguito di una generale manutenzione. Nell'edizione della corsa del 1998 il belga e triplice vincitore Johan Museeuw cadde nella foresta rompendosi un ginocchio.

### Caratteristiche
- Lunghezza: 2 400 metri[1]
- Difficoltà: 5 stelle[1]
- Settore nº 16 (prima dell'arrivo nel 2012)